# Église catholique en Jordanie
L'Église catholique en Jordanie (en arabe : الكنيسة الكاثوليكية في الأردن, translittéré : alkanisat alkathulikiat fi al'urdun), désigne l'organisme institutionnel et sa communauté locale ayant pour religion le catholicisme en Jordanie.
L'Église catholique en Jordanie est sous la juridiction de quatre circonscriptions ecclésiastiques qui ne sont pas soumises à une juridiction nationale au sein d'une Église nationale mais sont soumises à la juridiction universelle du pape, évêque de Rome, au sein de l'« Église universelle ».
En étroite communion avec le Saint-Siège, les évêques des juridictions en Jordanie sont membres de deux instances de concertation :
- L'Assemblée des ordinaires catholiques de Terre Sainte ;
- La Conférence des évêques latins dans les régions arabes.

L'Église catholique est autorisée en Jordanie,.
L'Église catholique est une communauté religieuse minoritaire de ce pays.

## Législation en matière religieuse
- États islamiques déclarés.
- Religion d'État islamique affirmée.
- États se déclarant laïcs.
- États non-déclarés.

- Peine de mort
- Prison, perte de la garde des enfants
- Conversion illégale et criminelle

L'article 14 de la Constitution de la Jordanie stipule que « L'État protège le libre exercice de toutes les formes de culte religieux, sauf si elles sont contraires à l'ordre public ou aux bonnes mœurs.» autorisant ainsi la liberté de religion et donc l'Église catholique.
L'article 2 stipule que « L'Islam est la religion de l'État ».
Les articles 99, 104 et 106 stipulent que « Les tribunaux de la charia appliquent les dispositions de la charia » pour les musulmans, et « les tribunaux des autres communautés religieuses » appliquent leurs lois religieuses pour les non-musulmans. Il n'y a pas de tribunaux pour les athées qui doivent choisir un des tribunaux légaux.
L’article 28 dit que « nul ne peut monter sur le trône s’il n’est musulman ».
Le mariage religieux existe et pas le mariage civil. Une femme musulmane ne peut pas épouser un chrétien. Le tribunal catholique n'autorise pas le divorce du mariage dont la nullité peut cependant être reconnue. Sinon, les époux se convertissent à l'Islam ou à une autre confession chrétienne autorisant le divorce.
Contrairement au coran, les hadiths (propos attribués à Mahomet et rapportés par divers témoins) interdisent l'apostasie sous peine de mort, mais le gouvernement n'a jamais appliqué une telle punition. Les tribunaux islamiques peuvent annuler le mariage et nier le droit d’héritage d'une personne ayant apostasié. Ses enfants peuvent lui être retirés.
Aucune loi n'interdit expressément le prosélytisme d'une religion autre que l'islam;  Cependant, la politique du gouvernement exige que les groupes de missionnaires étrangers s'abstiennent de prosélytisme public, en Jordanie.
L’article 273 du Code pénal jordanien de 1960 punit d’une peine d’emprisonnement toute personne qui insulte le prophète Mahomet.
Les institutions religieuses non musulmanes sont exonérées d'impôt.
Les écoles publiques dispensent un enseignement religieux obligatoire à tous les étudiants musulmans. Les étudiants chrétiens ne sont pas tenus de suivre des cours qui enseignent l'islam.
L'article 19 de la Constitution stipule que les Églises « ont le droit de s'établir et d'entretenir leurs propres écoles pour l'éducation de leurs propres membres ».
Le jour de Noël est férié. Les chrétiens peuvent demander un congé pour d'autres fêtes chrétiennes approuvées par le Conseil des évêques local, comme Pâques et le dimanche des Rameaux.

## Catholicisme
L'Église catholique utilise six rites liturgiques en Jordanie :
- Le rite romain, utilisé par le vicariat patriarcal de Jordanie du patriarcat latin de Jérusalem de l'Église latine ;
- Le rite oriental, utilisé par cinq Églises catholiques orientales ;
  - Le rite melkite de l'Église grecque-catholique melkite ;
  - Le rite maronite de l'Église catholique maronite ;
  - Le rite chaldéen de l'Église catholique chaldéenne ;
  - Le rite arménien de l'Église catholique arménienne ;
  - Le rite syriaque occidental de l'Église catholique syriaque.

## Organisation et institutions
L'Église catholique en Jordanie et dans les territoires palestiniens est organisée en 66 paroisses rassemblées en quatre juridictions territoriales distinctes (l'Église latine et trois Églises catholiques orientales).

### Diocèses
- Le vicariat patriarcal de Jordanie du patriarcat latin de Jérusalem de l'Église latine divisé en 33 paroisses[12] ;

- Deux Églises catholiques orientales :
  - L'unique archéparchie (en) de Pétra et Philadelphie de l'Église melkite divisée en 28 paroisses;
  - L'exarchat patriarcal de Jordanie (en) de l'Église maronite ;

### Deux exarchats patriarcaux
- L'exarchat patriarcal de Jérusalem et d'Amman de l'Église catholique arménienne divisée en 2 paroisses ;
- L'exarchat patriarcal de Jérusalem[13] de l'Église catholique syriaque divisée en 3 paroisses.

### Autres juridictions
- Le vicariat patriarcal de Jordanie de l'Église catholique chaldéenne.

### Nonce apostolique en Jordanie et en Irak
- Giuseppe Lazzarotto (23 juillet 1994 - 11 novembre 2000, nommé nonce apostolique en Irlande (en))
- Fernando Filoni (17 janvier 2001 - 25 février 2006, nommé nonce apostolique aux Philippines (en))
- Francis Assisi Chullikatt (29 avril 2006 - 17 juillet 2010, nommé observateur permanent du Saint-Siège aux Nations unies)
- Giorgio Lingua (4 septembre 2010 - 17 mars 2015, nommé nonce apostolique à Cuba (en))
- Alberto Ortega Martín, depuis le 1er août 2015

## Ecclésia
Dans une population de 10 millions d'habitants où 97,2 % appartiennent à l'Islam, et 2,2 % à l'Église grecque orthodoxe (209 000), l'Église catholique est une communauté religieuse minoritaire avec environ 172 000 catholiques (1,9 %) : 130 000 melkites, 20 000 latins, 8 000 chaldéens, 5 000 syriaques, 3 000 arméniens et 3 000 maronites, avant les Protestants (10 000) et les Juifs (<0,1 %). 
Les villes de Al Husn (en), Ajlun, Irbid, Salt au nord, et de Fuheis (en), près d'Amman, sont principalement chrétiennes. Madaba et Al-Karak, toutes deux situés au sud d'Amman, comptent également une population chrétienne importante.